# 破风墓

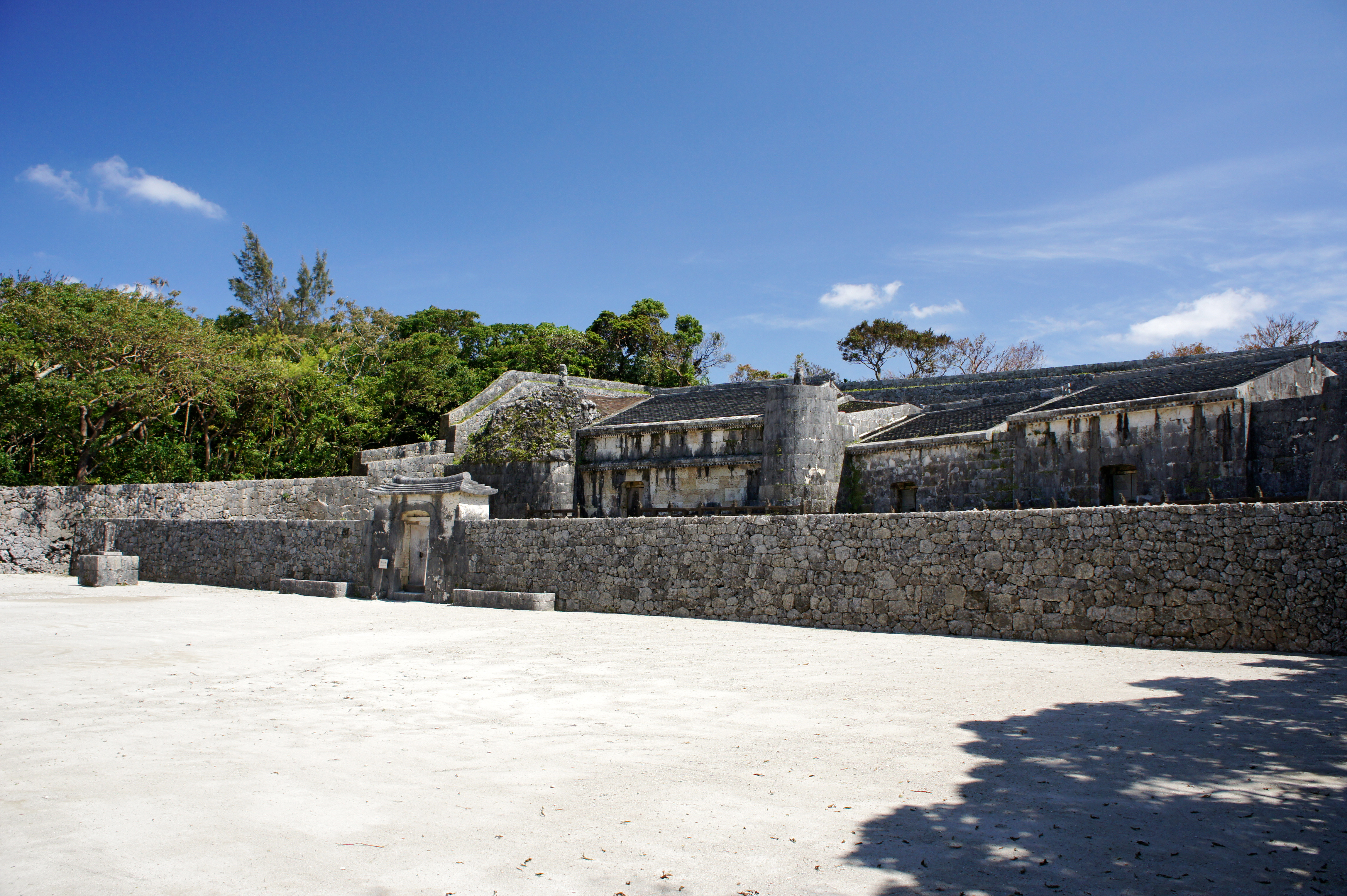
玉陵全景图

破风墓（日语：／）是琉球群岛古代特有的一种墓葬形式，与当地民居使用相同的博风板房顶。所谓“破风”，实际上是博风板自中国传入日本及琉球地区时名字发生的变化。

## 概要
破风墓仿造民居而建，一般为高于地面的石室，但不开窗。这种建筑的屋顶呈三角形，其两端伸出山墙之外。
- 琉球群岛最初的破风墓是玉陵，由尚真王下令建于1501年。
  - 在整个琉球国时期，除王室以外一律禁止建造或使用此种形制的墓葬。1879年琉球国灭亡以后解禁，逐渐普及到了一般百姓。
    - 除破风墓以外的日式民居状墓葬在日本和琉球被称为“屋形墓”。

## 參閲
- 龜甲墓
- 屋型墓
- 琉球族